# آندرئاس اشتادلر
آندرئاس اشتادلر (آلمانی: Andreas Stadler; ۳۱ ژوئیهٔ ۱۸۹۸ – ۱۴ فوریهٔ ۱۹۴۱) وزنه‌بردار اهل اتریش بود.